# Antoine Laborde
Antoine Laborde, né le 19 mai 1846 à Toulouse où il est mort le 4 juin 1903, est un peintre français.

## Biographie
Antoine Laborde est le fils de Pierre Laborde, serrurier, et de Marie Auriol.
Il remporte le prix de la ville de Toulouse pour poursuivre ses études à Paris.
Après avoir concouru pour le prix de Rome en 1868, il revient à Toulouse où il enseigne la peinture.
En 1881, il épouse Marie Adèle Fos, puis obtient le poste de conservateur du Musée des Augustins.
Il meurt à Toulouse à l'âge de 57 ans.